# Crocidosema lavaterana
Crocidosema lavaterana es una especie de mariposa del género Crocidosema, familia Tortricidae.
Fue descrita científicamente por Milliére en 1863.